# Platymischos dobrogensis
Platymischos dobrogensis là một loài tò vò trong họ Ichneumonidae.